# MM Verlag
Der MM Verlag war ein deutschsprachiger Buch- und Zeitschriftenverlag mit Sitz in Aachen. Der Schwerpunkt des Verlages lag auf Publikationen aus den Bereichen Katholische Theologie, Kirche und Gesellschaftspolitik.

## Geschichte
1991 gründete Michael Müller (1958–2014) den MM Verlag mit Sitz in Aachen. Dabei lag der Schwerpunkt auf Literatur aus christlicher Perspektive. Die Arbeit des Verlages sah sich den Postulaten der christlichen Ethik verpflichtet und ging von einem transzendenten Weltbild aus. Mit Gründung der Zeitschrift KOMMA – Das Magazin für Freiheit & christliche Kultur im Jahr 2000 ging der Verlag auch auf den Zeitschriftenmarkt. Seit 2010 setzte der Verlag neben den klassischen Printmedien Buch und Zeitschrift auch auf elektronische Publikationen. Nach dem Tod des Verlagsleiters im Jahr 2014 hat der Verlag seine Tätigkeit eingestellt.

## Autoren (Auswahl)
Stephan Baier, Heinrich Basilius Streithofen, Walter Brandmüller, Georg Dietlein, José Garcia, Guido Horst, Birgitt Kerz, Erik von Kuehnelt-Leddihn, Christa Meves, Chaim Noll, Wolfgang Ockenfels, Ana Otte, Gabriele Plettenberg, Leo Scheffczyk, Christiane Schulze Severing, Alexandra von Teuffenbach, Barbara Wenz, Thomas E. Woods jr., Anton Ziegenaus.